# Umeå landsdistrikt
Umeå landsdistrikt är ett distrikt i Umeå kommun och Västerbottens län. Distriktet omfattar stadsdelarna Grisbacka, Backen och Umedalen samt ett område nordväst om Umeå i södra Västerbotten.

## Tidigare administrativ tillhörighet
Distriktet inrättades 2016 och utgörs av en del av området som Umeå stad omfattade till 1971, en del som före 1965 utgjorde en del av Umeå socken.
Området motsvarar den omfattning Umeå landsförsamling hade 1999/2000 och fick 1963 efter utbrytningar.

## Tätorter och småorter
I Umeå landsdistrikt finns sju tätorter och åtta småorter.

### Tätorter
- Brännland
- Flurkmark
- Hissjö
- Kassjö
- Sörfors
- Umeå (del av)
- Överboda

### Småorter
- Baggböle
- Brattby
- Flurkmark (västra delen)
- Gubböle
- Håkmark
- Kåddis (västra delen)
- Kåddis (östra delen)
- Norrfors